# Malwina, czyli domyślność serca

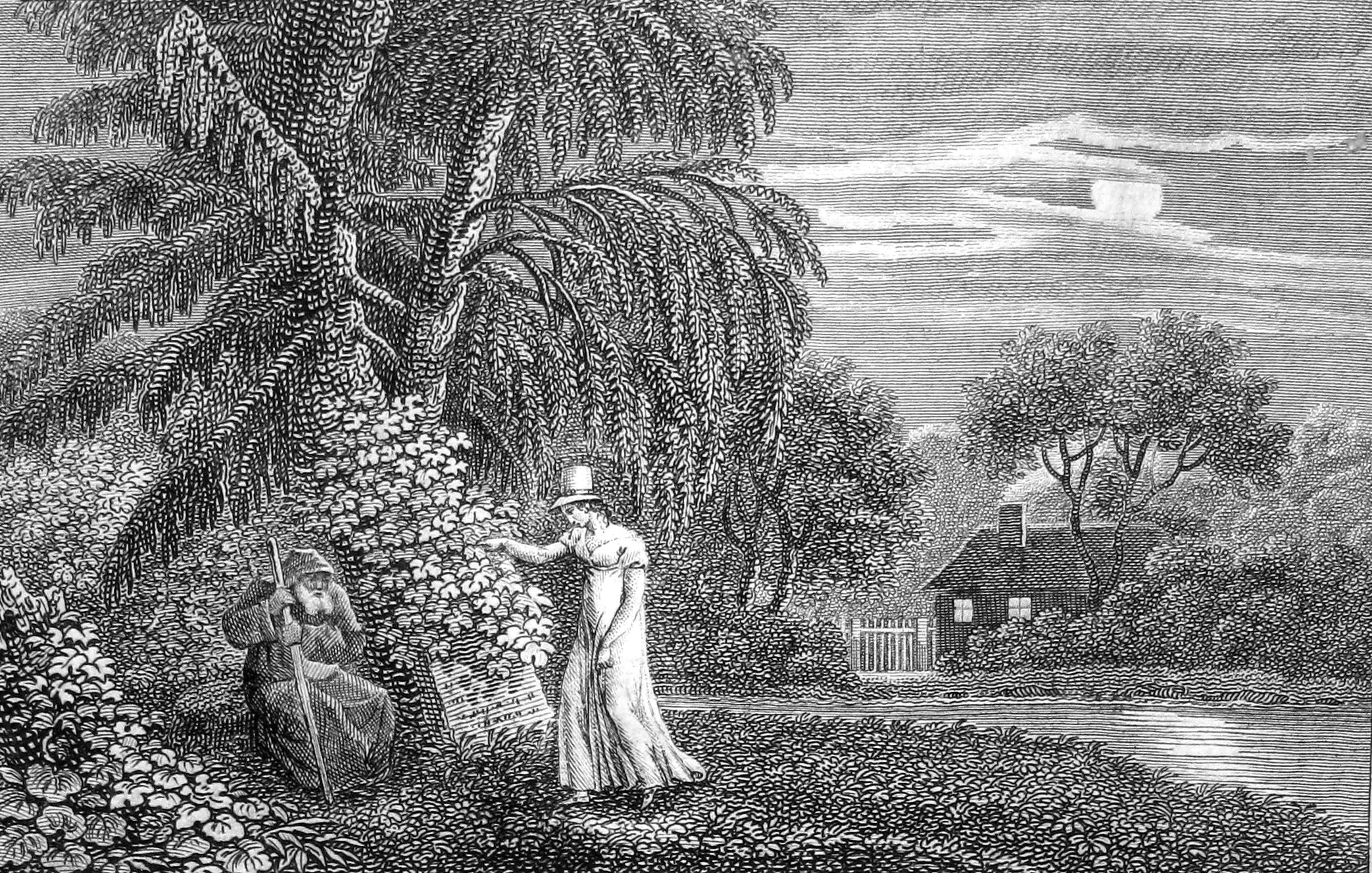
Ilustracja do wydania z 1822, autor nieznany

Malwina, czyli domyślność serca – powieść Marii Wirtemberskiej ukończona w 1812, wydana w 1816 w Warszawie.
Utwór uznawany jest za pierwszą w literaturze polskiej powieść ukazującą życie wewnętrzne bohaterki. Obok psychicznych i emocjonalnych doznań bohaterki przedstawia również obyczajowość i relacje międzyludzkie ówczesnych wyższych sfer, w których obracała się autorka. Akcja książki osnuta jest wokół postaci Malwiny i Ludomira. Opowiadanie głównej bohaterki przeplatane jest listami innych bohaterów, ukazującymi ich życie wewnętrzne, zamiary, motywy postępowania.
Powieść ma cechy różnych gatunków. Zalicza się do powieści sentymentalnej (uczuciowość, rola i sposób ukazywania przyrody). Ukazywanie życia wewnętrznego bohaterki pozwala umieścić książkę w nurcie powieści psychologicznej. Nosi też pewne cechy powieści z kluczem (bohaterowie wzorowani na autentycznych postaciach jak Tadeusz Antoni Mostowski i Henriette de Vauban). Aura tajemniczości i opisy turniejów rycerskich zbliżają ją do powieści gotyckiej. Imię głównej bohaterki prawdopodobnie zostało zaczerpnięte z Pieśni Osjana lub powieści Malwina Sophie Ristaud.
Przed publikacją powieść była czytana we fragmentach na warszawskich salonach. Po wydaniu cieszyła się dużą popularnością. W 1821 Malwina została przetłumaczona na francuski. W XIX wieku miała też przekład na rosyjski. W 2001 w Londynie ukazał się przekład na język angielski.